# Bundesarbeitgeberverband Chemie
Der Bundesarbeitgeberverband Chemie e. V. (BAVC) vertritt die Interessen der deutschen Chemie-Arbeitgeber. Sitz des Vereins ist Wiesbaden. Präsidentin ist seit April 2024 Katja Scharpwinkel.
Der Verband ist der tarif- und sozialpolitische Spitzenverband der chemischen und pharmazeutischen Industrie sowie großer Teile der Kautschuk- und kunststoffverarbeitenden Industrie. Er vertritt die Interessen seiner 10 regionalen Mitgliedsverbände mit 1.700 Unternehmen und 585.000 Beschäftigten gegenüber Gewerkschaften, Politik und Öffentlichkeit. Er wurde 1949 gegründet.
Er ist Mitglied der Bundesvereinigung der Deutschen Arbeitgeberverbände (BDA).

## Aufgaben und Ziele
Kernaufgaben des Verbands sind der Abschluss von Tarifverträgen auf Bundesebene, die Koordinierung der Chemie-Tarifpolitik, die Weiterentwicklung der Personal- und Sozialpolitik sowie die Vertretung der Chemie-Arbeitgeber gegenüber Staat und Gesellschaft.
Vorrangig vertritt der Verband die Belange der Chemie-Unternehmen gegenüber den Gewerkschaften. Hauptsächlich finden Tarifverhandlungen mit der Industriegewerkschaft Bergbau, Chemie, Energie statt. Mit dieser hat der BAVC zahlreiche Sozialpartner-Vereinbarungen geschlossen, unter anderem den „Ethikkodex“ Verantwortliches Handeln in der Sozialen Marktwirtschaft.
Der BAVC ist föderalistisch aufgebaut.

## Mitglieder
Seine direkten Mitglieder sind die zehn selbständigen regionalen Chemie-Arbeitgeberverbände:
- Arbeitgeberverband Chemie Baden-Württemberg e. V.
- Verein der Bayerischen Chemischen Industrie e. V.
- Arbeitgeberverband Chemie und verwandte Industrien für das Land Hessen e. V.
- Arbeitgeberverband für die Chemische Industrie in Norddeutschland e. V.
- Arbeitgeberverband Nordostchemie e. V.
- Landesausschuss der Arbeitgeberverbände der Chemischen Industrie von Nordrhein-Westfalen e. V.
- Arbeitgeberverband Chemie Rheinland-Pfalz e. V. mit Sitz in Ludwigshafen am Rhein, rund 130 Mitglieder mit 69.000 Beschäftigten. Bildet zusammen mit dem Verband der Chemischen Industrie Rheinland-Pfalz die Gemeinschaft Chemieverbände Rheinland-Pfalz.[3]
- Arbeitgeberverband der Chemischen Industrie Saarland e. V.
- Arbeitgeberverband der chemischen Industrie im Unterwesergebiet
- Landesausschuss der Arbeitgeberverbände der chemischen Industrie in Westfalen

## Sozialpartnerschaft in der chemischen Industrie
Die Tarifparteien der chemischen Industrie in Deutschland haben mehrere gemeinsame Einrichtungen, u. a.:
- Chemie-Sozialpartner-Netz
- Chemie-Stiftung Sozialpartner-Akademie
- So.WIN – die Sozialpartner-Werkstatt für Innovation und Nachhaltigkeit[4]
- Unterstützungsverein der chemischen Industrie